# Werner Grabher
Werner Grabher (* 1948 in Warth) ist ein österreichischer Autor und ehemaliger Leiter des Vorarlberger Kulturamts.

## Leben
Grabher wuchs in Lustenau auf, studierte Philosophie, Psychologie, Pädagogik und Germanistik in Innsbruck und Wien. Von 1971 bis 1990 war er Lehrer an verschiedenen Schulen und Bildungseinrichtungen, von 1991 bis 2000 Direktor der Höheren Lehranstalt für wirtschaftliche Berufe und des Gymnasiums Riedenburg. Von 2000 bis 2012 stand er der Abteilung Kultur im Amt der Vorarlberger Landesregierung vor, seit 2003 ist er Präsident der Kommission Kultur der Internationalen Bodenseekonferenz. Er schreibt Prosa und Theaterstücke. Grabher nahm an aktionistischen Lesungen teil, er erhielt das Staatsstipendium für Dramatik und den Förderpreis für Wissenschaft und Kunst des Landes Vorarlberg.

## Werke
- Gefangene Freiheit, Bläschke, Darmstadt 1975, ISBN 3-87561-345-7
- Säuberungen, Fink, Bregenz 1984 – Uraufführung des gleichnamigen Theaterstücks am Vorarlberger Landestheater 1984
- Vorarlberg – eine Flächenwidmung, Hecht, Hard 2000, ISBN 3-85298-016-X
- Nebenschauplätze, Skarabäus, Innsbruck 2010, ISBN 978-3-7082-3283-6